# 菲利普·弗莱明
菲利普·弗莱明（英語：Philip Fleming，1889年8月15日—1971年10月13日），英国男子赛艇运动员。他曾代表英国参加1912年夏季奥林匹克运动会赛艇比赛，获得男子八人单桨有舵手金牌。